# Kim Pyung-seok
Kim Pyung-seok (* 22. September 1958) ist ein ehemaliger südkoreanischer Fußballspieler und -trainer.

## Karriere

### Spieler

#### Verein
Nach seiner Zeit in der Mannschaft der Kwangwoon University wechselte er zur Saison 1989 zu Hyundai Horang-i, wo er bis zum Ende der Saison 1987 verblieb. Anschließend wechselte er noch einmal weiter zu den Yukong Elephants, wo er schließlich seine Karriere nach der Spielzeit 1989 beendete.

#### Nationalmannschaft
Sein erstes bekanntes Spiel für die südkoreanische Nationalmannschaft war im Jahr 1983, später war er auch bei der Asienmeisterschaft 1984 dabei. Danach wurde er für den Kader bei der Weltmeisterschaft 1986 nominiert. Hier war dann bei der 1:3-Niederlage gegen Argentinien in der Gruppenphase sein letzter Einsatz für die Mannschaft.

### Trainer
In der Saison 1995 war Kim Co-Trainer bei Ulsan Hyundai und von 1996 bis 1999 war er Trainer der Incheon Hyundai Steel Red Angels. Zudem war er von 1997 bis 1998 Co-Trainer bei der südkoreanischen Nationalmannschaft. Mitten während der Weltmeisterschaft 1998 wurde Cha Bum-kun als Cheftrainer abgesetzt und er leitete somit das letzte Gruppenspiel gegen Belgien als Interimstrainer.
Anschließend trainierte er mehrere Schulmannschaften bis Ende 2007. Seit 2008 wirkt er als Sportwissenschaftler an der Soongsil University.